# Nem bánok semmit sem
A Nem bánok semmit sem (eredeti francia címén Au bal de la chance) egy életrajzi könyv, melyet Édith Piaf írt életéről. Elmeséli, életútját az utcától a rivaldafényig, leírja, hogyan faragott sztárt Yves Montand-ból, és turnéiról is beszámol, elég részletesen. 1958-ban adták ki először Párizsban, majd 1970-ben hazánkban is 27.300 példányban. 
Később 1964-ben (halála után 1 évvel) kiadtak egy újabb életrajzi könyvet, (Edith Piaf: életem) melyet szintén saját maga írt, s ebben teljesen máshogy mondja el a történteket, nem szépít, csak az igazat írja le. 1989-ben a könyv szintén megjelent hazánkban.

## Fülszöveg
„Nem volt és nem lesz soha másik Edith Piaf” – írja a visszaemlékezések eme kis kötetének előszavában Jean Cocteau. Hét esztendeje már, hogy nem gazdagítja sanzonokkal a világot Piaf, a francia dalok legkedveltebb előadója, de rajongóinak száma, és az általa népszerűvé vált sanzonok közönsége nőttön nő. Ez a kötet életének arra a szakaszára pillant vissza, amelyet „mint egy kis veréb” kezdett, és közvetlen elbeszélés egy „világsiker” útjáról. Önéletrajzában megismerjük sok pályatársát, a francia költészet, zene több neves alakját, akik részesei voltak életének. Utószóként mellékeljük a „Piaf karrier” éveinek adatait is, nálunk ismert sanzonjainak magyar fordítását, és képeket, amelyek közelebb hozzák őt, a régi ismerőst, azokhoz, akiket érdekel.